# تقی رحمانی
تقی رحمانی (زادهٔ ۲۲ آبان ۱۳۳۸ در تاکستان) روزنامه‌نگار، نویسنده، زندانی سیاسی، کنشگر سیاسی، عضو شورای فعالان ملی مذهبی و از مشاوران مهدی کروبی بود. رحمانی در سال ۱۳۸۵ جایزه هلمن را از سازمان دیده‌بان حقوق بشر دریافت کرد و پس از بازداشت‌ها و محکومیت‌های مکرر به فرانسه مهاجرت کرد. رحمانی هم‌اکنون به‌همراه دو فرزندش در پاریس زندگی می‌کند. تقی رحمانی در سال ۱۳۷۸ با نرگس محمدی، روزنامه‌نگار و نایب رئیس کانون مدافعان حقوق بشر، ازدواج کرد.

## زندگی‌نامه
تقی رحمانی در سال ۱۳۳۸ در تاکستان متولد شد. او دوران کودکی تا تحصیل در مقطع دبیرستان را در همان منطقه گذراند و همزمان با انقلاب اسلامی در ایران به دانشگاه تبریز وارد شد. او در دانشگاه به تحصیل رشته تاریخ پرداخت.
ازدواج تقی رحمانی و نرگس محمدی، در اوایل دهه ۱۳۷۰ انجام شد. هم‌اکنون او و همسرش دو فرزند دختر و پسر به نام‌های علی و کیانا دارند. برخی رسانه‌ها مرتبط با جمهوری اسلامی، از طلاق عاطفی رحمانی و همسرش سخن گفته‌اند.
تقی رحمانی به همراه همسرش نرگس محمدی، از فعالان سیاسی در ایران بودند که سالها از نزدیک با هاشمی رفسنجانی در امور سیاسی مشارکت می‌کردند. وی عضو شورای فعالان ملی-مذهبی بود. رحمانی از مشاوران مهدی کروبی نیز بوده‌است.

### محکومیت و زندان
تقی رحمانی تا زمان مهاجرت از ایران، حدود یک‌سوم از عمر خود را در زندان سپری کرد.

#### اولین بازداشت
اولین بار رحمانی در سن ۲۲ سالگی و در سال ۱۳۶۰ به جرم نویسندگی در نشریهٔ زیرزمینی پیشتاز متعلق به گروه پیشتازان، گروهی متأثر از اندیشه‌های علی شریعتی، به سه سال زندان محکوم شد. او در سال ۱۳۶۳ از زندان آزاد شد.

#### دومین بازداشت
رحمانی برای دومین بار در سال ۱۳۶۵ بخاطر نوشته‌هایش در روزنامه موحد متعلق به گروه موحدین انقلابی در زمینه نوگرایی دینی دستگیر و این بار برای ۱۱ سال به زندان محکوم شد. او در سال ۱۳۷۶ از زندان آزاد شد و از همان ابتدا با ماهنامه ایران فردا و هفته‌نامه امید زنجان همکاری خود را شروع کرد.

#### سومین بازداشت
در ۲۰ اسفند ۱۳۷۹ در پی یک حمله شبانه به خانه محمد بسته‌نگار، از چهره‌های اپوزیسیون ترقی‌خواه ایران، به همراه شماری دیگری از اعضای جریان ملی-مذهبی دستگیر شد. در دی‌ماه سال ۱۳۸۰ دادگاه بازداشت‌شدگان برگزار شد. اتهام رحمانی در این دادگاه، «اقدام علیه امنیت ملی با قصد براندازی نظام جمهوری اسلامی»، «تشویش اذهان عمومی» و «فعالیت تبلیغی علیه نظام» عنوان شده بود. سرانجام رحمانی در ۲۷ فروردین ۱۳۸۱ با سپردن وثیقه ۱۰۰ میلیونی از زندان آزاد شد. در سال اردیبهشت ۱۳۸۲ رای دادگاه صادر شد و رحمانی به ۱۰ سال حبس و ۱۰ سال محرومیت از حقوق اجتماعی محکوم شد. در ۲۴ خردارد ۱۳۸۲ رحمانی و دیگر محکومان این پرونده از جمله رحمانی، برای گذراندن دوران محکومیتشان، بازداشت شدند. با اعتراض متهمان به رای‌های صادر شده، میزان محکومیت تقی رحمانی به ۷ سال کاهش یافت.
در میانه بازداشت و گذراندن دوران محکومیت رحمانی، پرونده دیگری نیز به اتهام نقش رحمانی در ناآرامی‌های سال ۱۳۸۲ در دانشگاه‌ها در پی طرحی موسوم به خصوصی‌سازی دانشگاه‌ها، برای او تشکیل شد. عناوین اتهامی این پرونده، «راه‌اندازی تشکل غیرقانونی» و «تبلیغ علیه نظام» و «اجتماع و تبانی» بود. در سال ۱۳۸۳ قاضی این پرونده رحمانی را با وثیقه ۵۰ میلیونی آزاد کرد اما وی به خاطر پرونده مربوط به ۱۳۷۹ همچنان در حبس بود. در نهایت در سال ۱۳۸۵ شعبه ۳۶ دادگاه تجدیدنظر، رحمانی را به تحمل ۸ ماه حبس تعزیری محکوم کرد.

#### چهارمین بازداشت
تقی رحمانی بار دیگر بلافاصله پس از انتخابات ریاست جمهوری دهم در سال ۱۳۸۸ به همراه هدی صابر و رضا علیجانی برای چند روز دستگیر شد. او در این انتخابات از مهدی کروبی حمایت کرده بود. او چند روز بعد از بازداشت، آزاد شد. اما در ۲۰ بهمن ۱۳۸۹ مجدد توسط نیروهای امنیتی ایران بازداشت شد. عنوان اتهامی او در این بازداشت، به گفته خود او، بررسی عملکرد وی در بین سال‌های ۱۳۸۱ تا ۱۳۸۹ بوده‌است. گفته شده‌است که علت بازداشت او در این تاریخ، «فراخوان راهبران جنبش سبز برای خیزش ۲۵ بهمن در تهران» بوده‌است. او تا ۲۵ اردیبهشت ۱۳۹۰ در زندان اوین محبوس بود تا اینکه با قرار وثیقه ۱۵۰ میلیونی، آزاد شد. او مجدد در ۲۷ اردیبهشت برای چند ساعت بازداشت شد. او در همان سال ممنوع الخروج نیز شد.

### پس از آزادی و خروج از ایران
پس از آزادی از آخرین زندان، با توجه به یک پرونده در جریان و محکومیت ۵ ساله او در آن پرونده، به پیشنهاد نیروهای اطلاعاتی ایران، به همراه خانواده از تهران به زنجان رفت تا از بازداشت مجدد در امان باشد. تقی رحمانی در بهمن ۱۳۹۰ از طریق مناطق غربی کشور از ایران خارج شد. او هم‌اکنون در پاریس به سر می‌برد.

### پس از بازداشت همسر

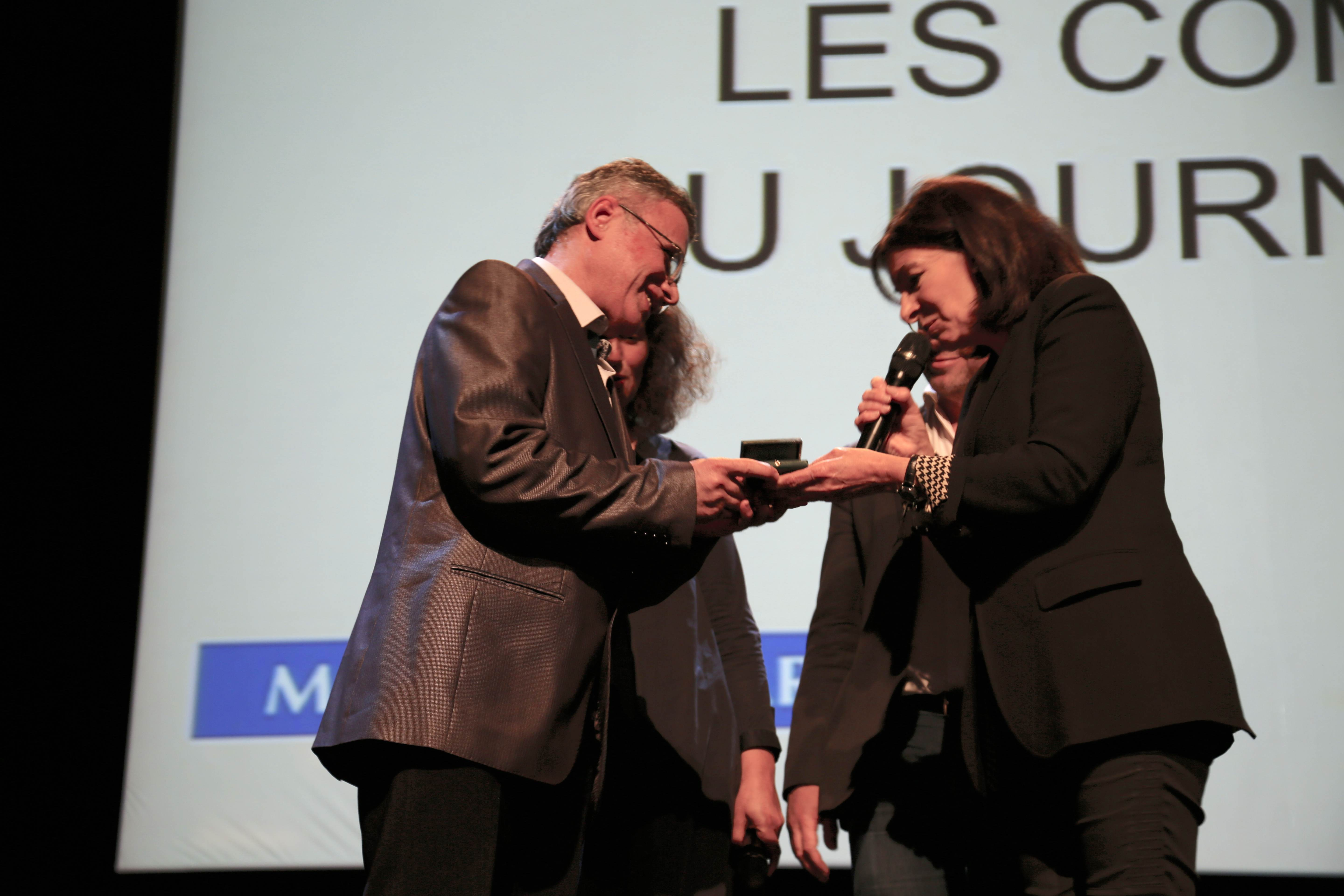
دریافت مدال قهرمان آزادی اطلاع‌رسانی سازمان گزارشگران بدون مرز توسط تقی رحمانی به نیابت از نرگس محمدی

در سال ۱۳۹۴ نرگس محمدی برای گذراندن دوران محکومیتش، به زندان منتقل شد. تقی رحمانی پس از بازداشت همسرش، یکی از حامیان او بود و بارها با مصاحبه‌هایش، به دفاع از نرگس محمدی و گزارش اوضاع او در زندان پرداخت. او به نمایندگی از سوی همسرش، در مراسم اعطای جایز صلح نوبل به نرگس محمدی شرکت کرد. او در اظهاراتی این جایزه را متعلق به جنبش مهسا و مبارزان دموکراسی در ایران دانست. تعظیم و دست بوسی پادشاه نروژ توسط او، با واکنش رسانه‌ها و منتقدان او همراه بود.

## دیدگاه‌ها
تقی رحمانی در مصاحبه‌اش که در سال ۱۴۰۱ در شبکه ایران اینترنشنال منتشر شد، هدف خودش را از اقداماتش، تقویت جامعه مدنی در ایران معرفی کرد. رحمانی در این مصاحبه تأکید کرد که هدفش هرگز عبور از نظام اسلامی نبوده‌است، هرچند به عقیده او، مردم از نظام جمهوری اسلامی گذر کرده‌اند. او بر این باور است که نظام جمهوری اسلامی همچنان قابلیت اصلاح را دارد.

## آثار و جوایز
رحمانی کتاب‌ها و مقالات فراوانی را در طول دوران فعالیتش منتشر کرده‌است. برخی از آثار منتشر شده او عبارت است از:
- عقل مذهبی
- عدالت‌طلبی ایرانی
- غرب چگونه غرب شد؟ ما چگونه می‌توانیم شرقی بمانیم؟
- مشکل استقرار دموکراسی در ایران
- دین به مثابه جوهره فرهنگ
- تلاشی در راه درک معنی وحی و ختم نبوت
- تاویل شرقی و هرمنوتیک غربی
- عاشوراها در زمانه‌ها
- بحران نظریه و مدل سیاسی در ایران
- دفتر اول، نقادی قدرت (مشکل استقرار دموکراسی در ایران)
- دفتر دوم، نقادی قدرت (حاکمیت و مشروعیت)
- دفتر سوم، نقادی قدرت (بحران نظریه و مدل سیاسی در ایران)

او در سال ۱۳۸۵ جایزه هلمن-همت را از سازمان دیده‌بان حقوق بشر دریافت کرد.